# Zonnetempel van Oeserkaf
De Zonnetempel van Oeserkaf werd gebouwd door Oeserkaf, een farao uit de 5e dynastie van Egypte in het oude Egypte. Het bouwwerk ligt in de plaats Abu Ghurob. Ze is naast de zonnetempel van Nioeserre de enige van de zes zonnetempels die zijn teruggevonden.

## Zonneverering
De naam van het bouwwerk is Nechen-Re oftewel "Burcht van Re". Het bouwwerk zou kunnen refereren aan de plaats Nechen of Hierakonpolis en herinneren aan de vroegste vorm van zonneverering.
In het open hof voor de obelisk werden offers aangeboden aan de zonnegod. Uit de reliëfs blijkt dat door te offeren aan de zonnegod dat de eeuwige cyclische wereldorde werd gegarandeerd.

## Uiterlijk van de tempel
Vanaf een daltempel ging er een toegangsweg naar de zonnetempel, de zonnetempel lag op een heuvel dus de toegangsweg helde. De zonnetempel bestond uit een ommuurde ruimte met daarin een obelisk en vijf kapellen. Er is niet veel van bewaard en er zijn geen bas-reliefs teruggevonden.
Het complex was georienteerd op de stad Heliopolis of wellicht naar de sterren zoals Ronald A. Wells suggereerde.
Er bestaat onder de wetenschappers echter discussie of de tempel misschien was opgericht ter ere van de godin Neith.

## Afbeeldingen

Plattegrond van de tempel.
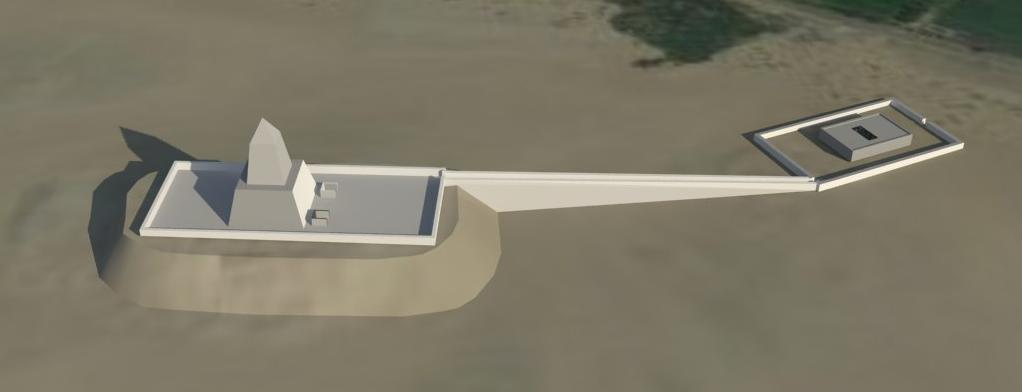
Reconstructie van de zonnetempel van Oeserkaf
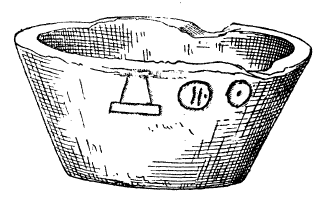
Hiërogliefen uit een schaal uit Kythera, Griekenland.
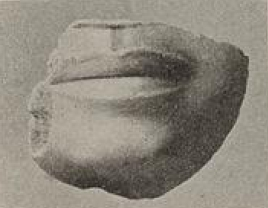
Fragment van een standbeeld van de koning in de zonnetempel.
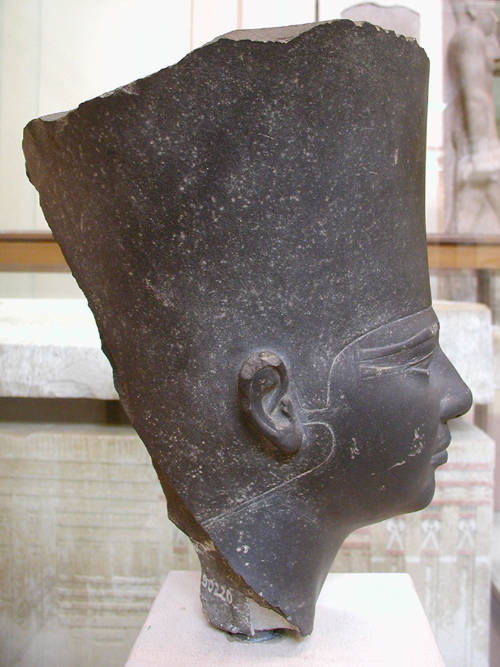
Kop van standbeeld.